# ورونیکا ویتکووا
ورونیکا ویتکووا (انگلیسی: Veronika Vítková؛ زادهٔ ۹ دسامبر ۱۹۸۸) ورزشکار دوگانه، و اسکی‌باز صحرانوردی اهل جمهوری چک است.